# Džejms Rotman
Džejms Rotman je američki biohemičar. Rođen je 3. novembra 1950. Profesor je biomedicinskih nauka na Univerzitetu Jejl na katedri za biologiju i biohemiju i direktor Instituta za nanobiologiju. Istovremeno je i profesor fiziologije i ćelijske biofizike na Univerzitetu Kolumbija i istraživač na Institutu za neurologiju.

## Karijera i istraživanje
Nakon doktorskih nauka, Rotman je radio na postdoktorskom istraživanju koje je vezano za glikolizu membranskih proteina. 2008. godine prelazi sa Univerziteta Kolumbija na Jejl, zadržavajući mesto honorarnog profesora na Kolumbiji. 
Od 2013. godine ima zvanje uglednog profesora u Šangajskom institutu za napredne imunohemijske studije.

## Nobelova nagrada
Džejms Rotman je 2013. godine dobio Nobelovu nagradu za medicinu. Njegovo istraživanje temelji se na tome kako strukture koje transportuju hormone, faktore rasta i druge molekule unutar ćelija , znaju gde i kada treba da oslobode svoje sadržaje. Ova ćelijska trgovina se zasniva na mnogim fiziološkim funkcijama, uključujući širenje same ćelije deobi, komunikaciju između nervnih ćelija u mozgu, lučenje insulina i drugih hormona u organizmu...
Defekti u ovom procesu dovode do različitih bolesti, uključujući dijabetes, botulizam...